# Copagaz
A Copagaz é uma marca brasileira especializada no engarrafamento e comercialização de gás de cozinha, que se originou em Campo Grande, Mato Grosso do Sul. A marca pertence a Copa Energia, fundada em 2021 após a fusão com a Liquigás.

## História
A Copagaz era uma empresa familiar que atuava no engarrafamento, distribuição e comercialização de Gás Liquefeito de Petróleo (GLP). Fundada pelo empresário Ueze Elias Zahran, em 1955, em Campo Grande na época sul de Mato Grosso, foi a primeira empresa do Grupo Zahran e começou suas atividades distribuindo apenas uma tonelada de GLP por dia nos estados de São Paulo, Mato Grosso e Mato Grosso do Sul.
A família Zahran junto com Itaúsa e Nacional Gás anunciaram a aquisição da Liquigás, esta antes sendo propriedade estatal da Petrobras. A compra foi autorizada pelo Cade (Conselho Administrativo de Defesa Econômica) em 2019, valor total que chegou a alcançar R$ 4 bilhões de reais.
Após a aquisição, grupo nomeado foi Copa Energia S.A e atualmente detém 25% do mercado de GLP no país, se tornando a maior potência comercial do setor. 

## Estrutura

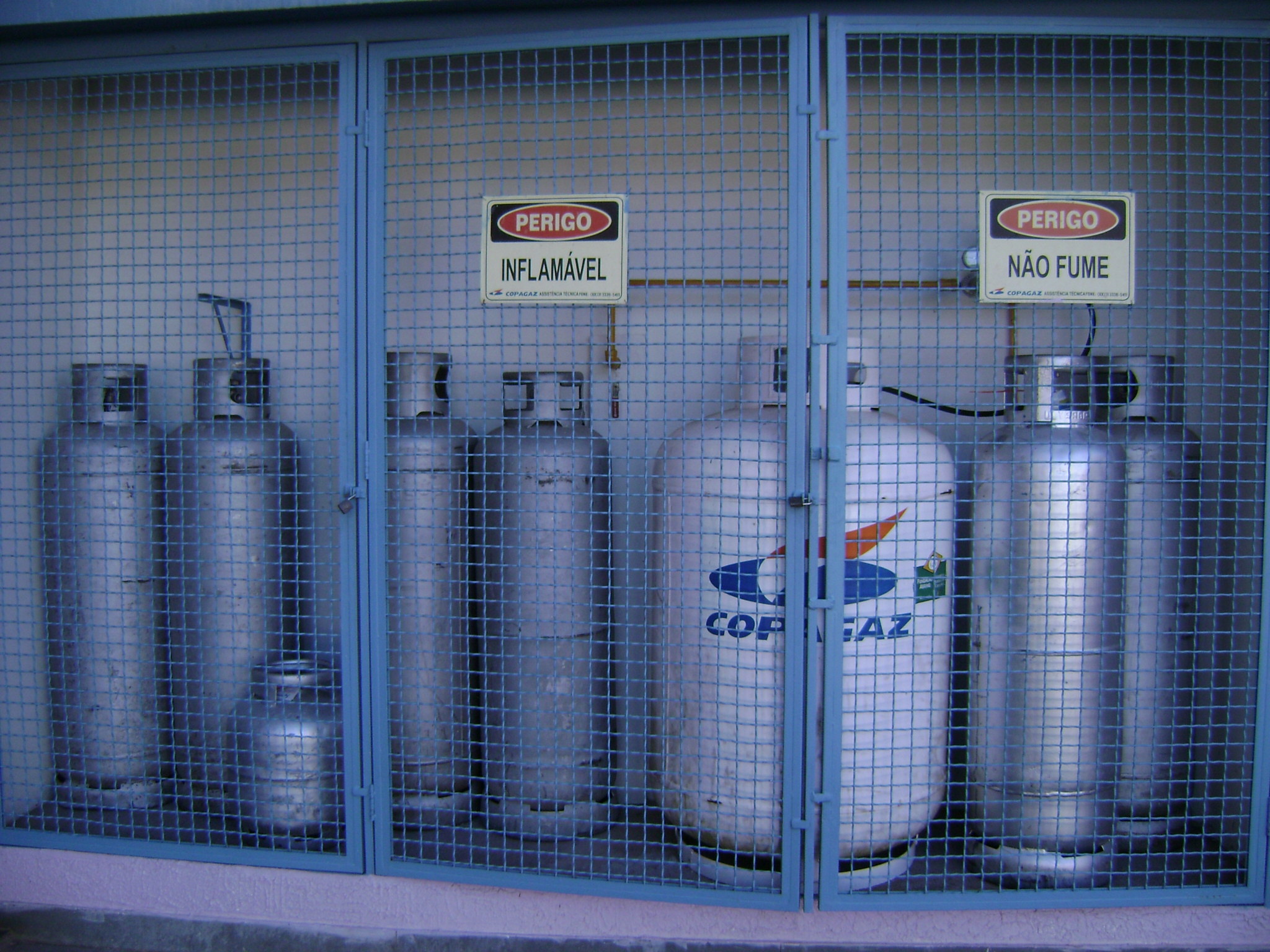
Botijões com a marca da Copagaz.

Esta sediada em São Paulo e pertence ao Grupo Zahran, também proprietário da Rede Matogrossense de Comunicação, afiliada a Rede Globo. A Copagaz possui 14 engarrafadoras e distribui cerca de 50.000 toneladas por mês para milhões de lares, indústrias e estabelecimentos comerciais.
Foi eleita pelo Great Place to Work Institute (GPTW) como uma das cem melhores empresas para se trabalhar no Brasil.
É um dos patrocinadores do Santos Futebol Clube no Futebol Feminino.